# حسن بهروزیه
حسن بهروزیه نماینده مردم کلیبر در اولین دوره مجلس شورای اسلامی بود که اعتبارنامه اش در مجلس رد شد. اتهام او در مورد رد اعتبارنامه اش علت رد اعتبارنامه اش در رابطه با قتل سه نفر و دخالت نامشروع در اموال مردم و خرید و فروش اسلحه زده بود. از ۱۸۵ نفر نماینده اولین دوره مجلس شورای اسلامی ۱۰۵ نفر مخالف اعتبارنامه بهروزیه، ۵۰ نفر موافق، ۲ نفر بدون رای و ۲۸ نفر نیز ممتنع رای دادند.
او پس از رد اعتبارنامه دستگیر و در زندان اوین به دلیل مشکلات کلیوی (دیالیز) فوت کرد.